# Gué-d'Hossus
 Gué-d'Hossus  es una población y comuna francesa, en la región de Champaña-Ardenas, departamento de Ardenas, en el distrito de Charleville-Mézières y cantón de Rocroi.

## Demografía
| 631 | 543 | 452 | 500 | 525 | 504 |
| Para los censos de 1962 a 1999 la población legal corresponde a la población sin duplicidades (Fuente: INSEE [Consultar]) |     |     |     |     |     |